# 宇都宮広綱
宇都宮 広綱（うつのみや ひろつな）は、戦国時代から安土桃山時代にかけての下野国の大名。宇都宮氏21代当主。宇都宮尚綱の子。母は結城政朝の娘。幼名は伊勢寿丸。正室は佐竹義昭の娘・南呂院。子に宇都宮国綱・結城朝勝・芳賀高武。

## 生涯

### 誕生
天文14年（1545年）に誕生。戦国時代、下野国は伊勢信仰が流行しており、その影響を強く受けていたためか、幼名は伊勢寿丸である。

### 宇都宮氏滅亡の危機
天文18年（1549年）、父・尚綱が喜連川五月女坂の戦いで敗死すると、宿老・壬生綱房が野心を剥き出しにし、宇都宮城を乗っ取ってしまう。綱房は芳賀高経の子芳賀高照を傀儡として利用するために当主として迎え入れ、塩谷氏などの宇都宮重臣らを従え、広綱に敵対する。そして下野各地を侵攻し、統一に乗り出す。大永の内訌から始まった宇都宮氏の衰退はピークを迎え、滅亡の危機に晒された。
当時、広綱は5歳という幼少であったため、家臣の芳賀高定に守られて宇都宮城を落ち延び、真岡城にて高定の補佐を受けて育つ。2年後の天文20年（1551年）、芳賀高定が謀略を駆使して父の仇である那須高資を殺害。弘治元年（1555年）には、高定が反抗的な家臣芳賀高照を真岡城へ誘い出して暗殺。さらに同年、宇都宮城を占領していた壬生綱房が急死したが、綱房の嫡子の壬生綱雄が新たに宇都宮城主になっている。この間も壬生氏による激しい侵攻が続いており、祖母井城、八ツ木城などが落とされている。その後、高定の尽力によって勢力を徐々に盛り返し、外交手腕によって北条氏康を味方につけ、弘治3年（1557年）、氏康の命で広綱・高定を支援するために佐竹義昭が5000騎の兵を連れて下野に出陣し、飛山城に在陣したという。芳賀高定の尽力によって宇都宮城は広綱の手に戻り、滅亡を回避することができた。
永禄元年（1558年）には越後上杉勢が下野に侵攻してきたが、家臣の多功長朝の奮闘によって撃退に成功している。

### 上杉謙信との同盟
その後、家臣の芳賀高定の外交手腕によって佐竹義昭の娘南呂院を妻に迎えており、強固な同盟関係が築かれた。広綱は上杉謙信と同盟を結んで関東制覇を目指す後北条氏やその北条氏よりの諸大名と徹底して対立する。永禄7年（1564年）には上杉謙信、佐竹義重と共に北条方の小田城主・小田氏治を小田城の戦いで敗走させている。

### 皆川俊宗の乱
広綱は生来病弱であり、元亀年間には花押も押せないほどにまで病状が悪化していた。宇都宮氏の重臣皆川俊宗はこの状況を利用して宇都宮城乗っ取りを計画する。武田信玄、北条氏政による甲相同盟の締結によって、下野南部が北条、武田の二大勢力によって脅威に晒されることになったことが俊宗による宇都宮城乗っ取りが起こった主な原因である。
元亀3年（1572年）1月14日の夜、上杉謙信との外交を任されていた宇都宮氏の筆頭重臣岡本宗慶が俊宗によって暗殺され、その翌日、宇都宮城は皆川氏によって占拠された。占拠されてから約1年間の間は皆川俊宗が宇都宮氏の主導権を握っており、俊宗は徐々に後北条氏寄りの立場を取るようになる。このために一時的だが、宇都宮氏は北条氏に屈した形となった。
元亀4年（1573年）には同盟国の佐竹義重らとともに、皆川氏討伐を行っている。

### 晩年
天正4年（1576年）8月7日、病のために32歳で死去した。晩年はずっと病床にあったといい、その期間は死が伏せられていた可能性もある。